# 民族哲学
民族哲学（みんぞくてつがく、ethnophilosophy）あるいはエスノフィロソフィーとは、地域固有の哲学体系を研究する学問である。そこには、特定の文化が有する哲学は、世界のすべての人々や文化に対して適用可能ではなく、アクセス可能なものでもないという暗黙の考え方がある。しかし、この考え方に対しては、伝統的な哲学者たちが異議を唱えている。

## 関連文献
- 河野哲也「アフリカに哲学は存在するか」『立教大学教育学科研究年報』64、2021年